# Diocesi di Auxerre

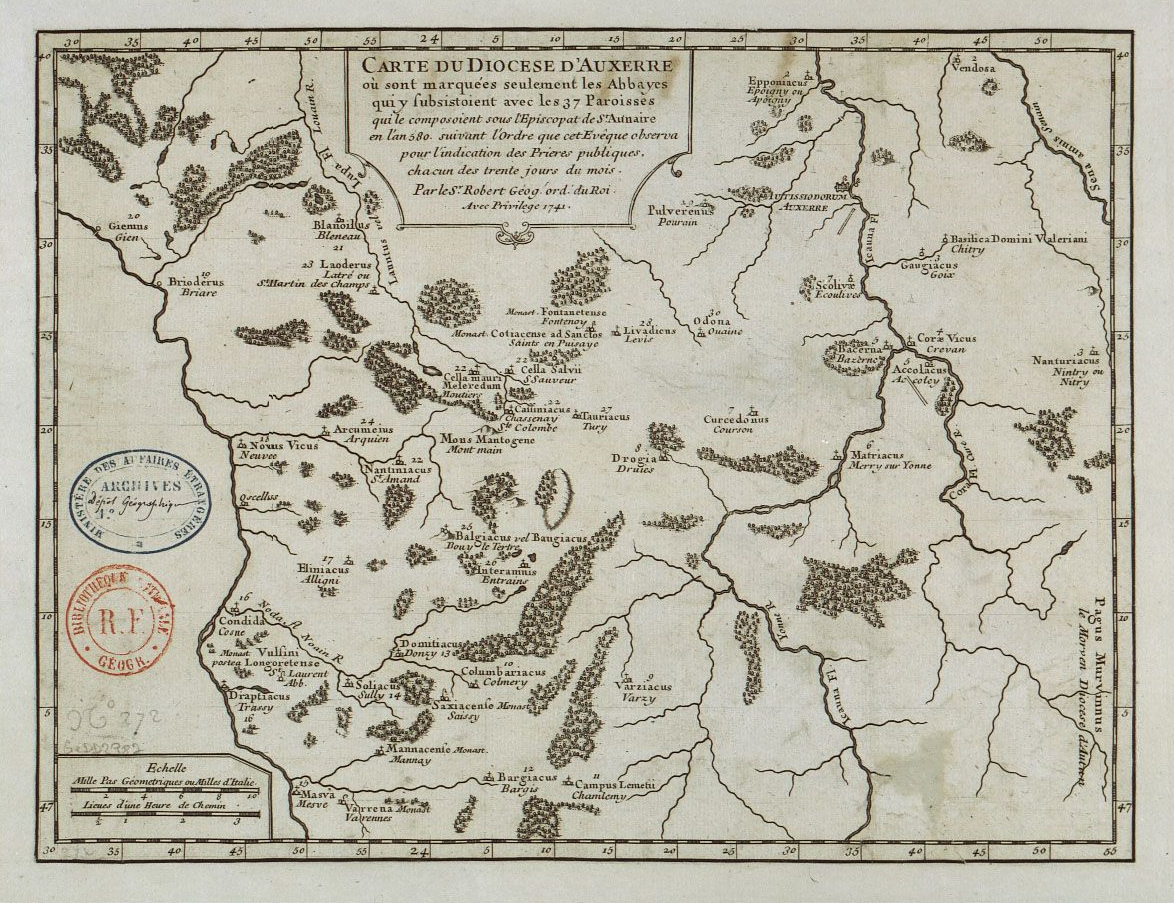
Mappa della diocesi di Auxerre.

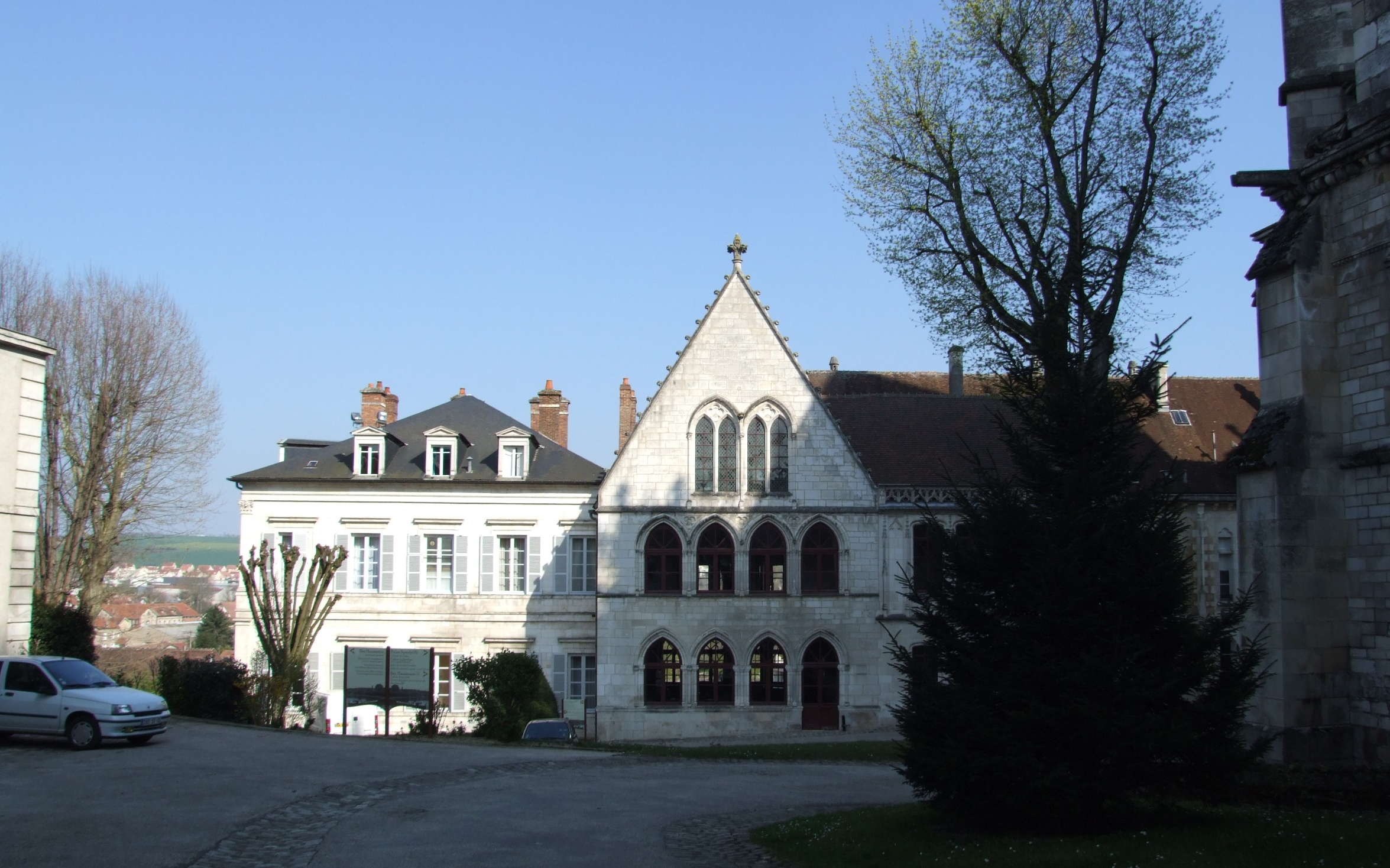
L'ex palazzo episcopale di Auxerre, fatto costruire dal vescovo François de Dinteville nel XVI secolo, è oggi sede della prefettura dell'Yonne.

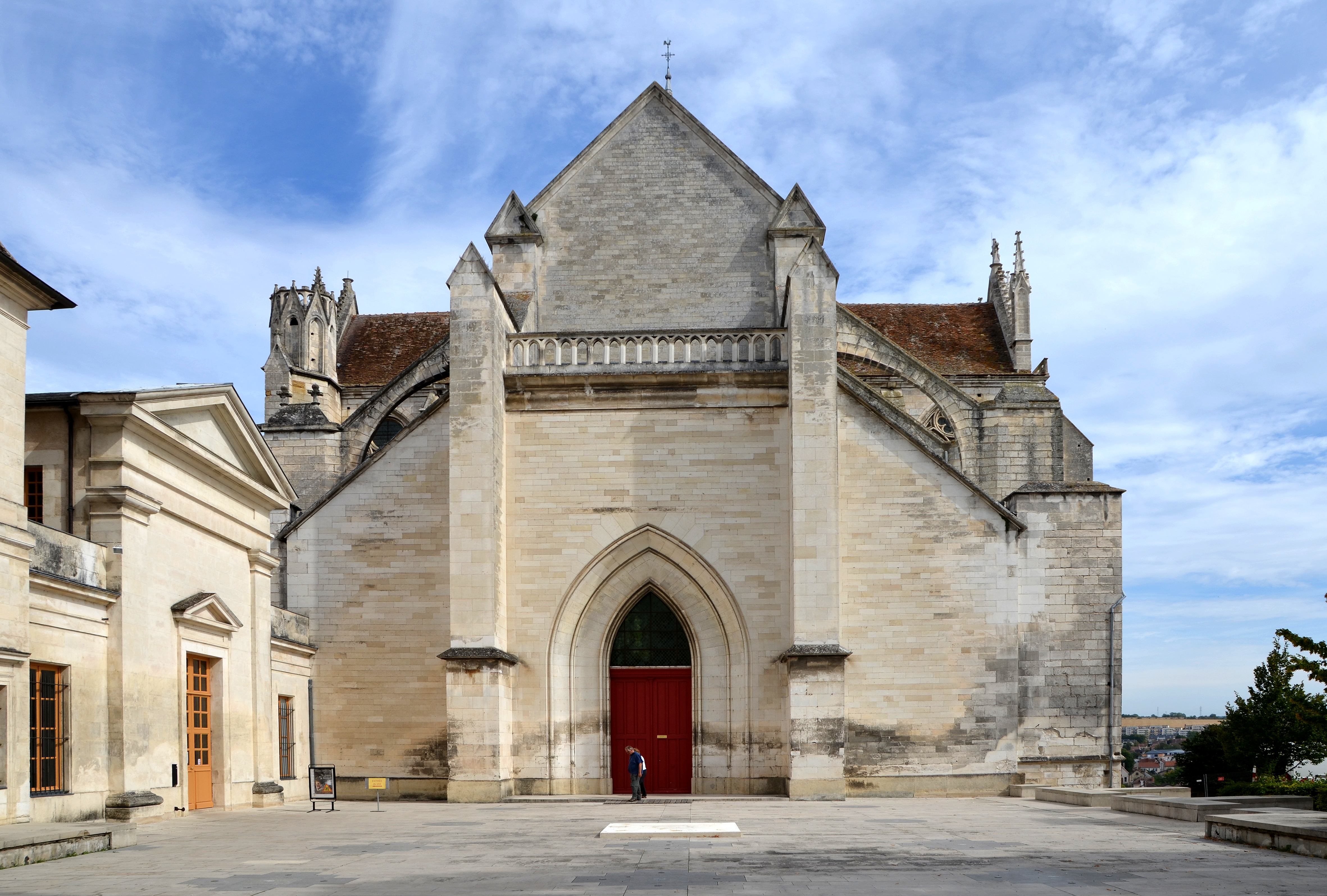
La chiesa abbaziale di san Germano, oggi sede del Musée Abbaye Saint Germain, eretta da san Germano d'Auxerre nel V secolo.

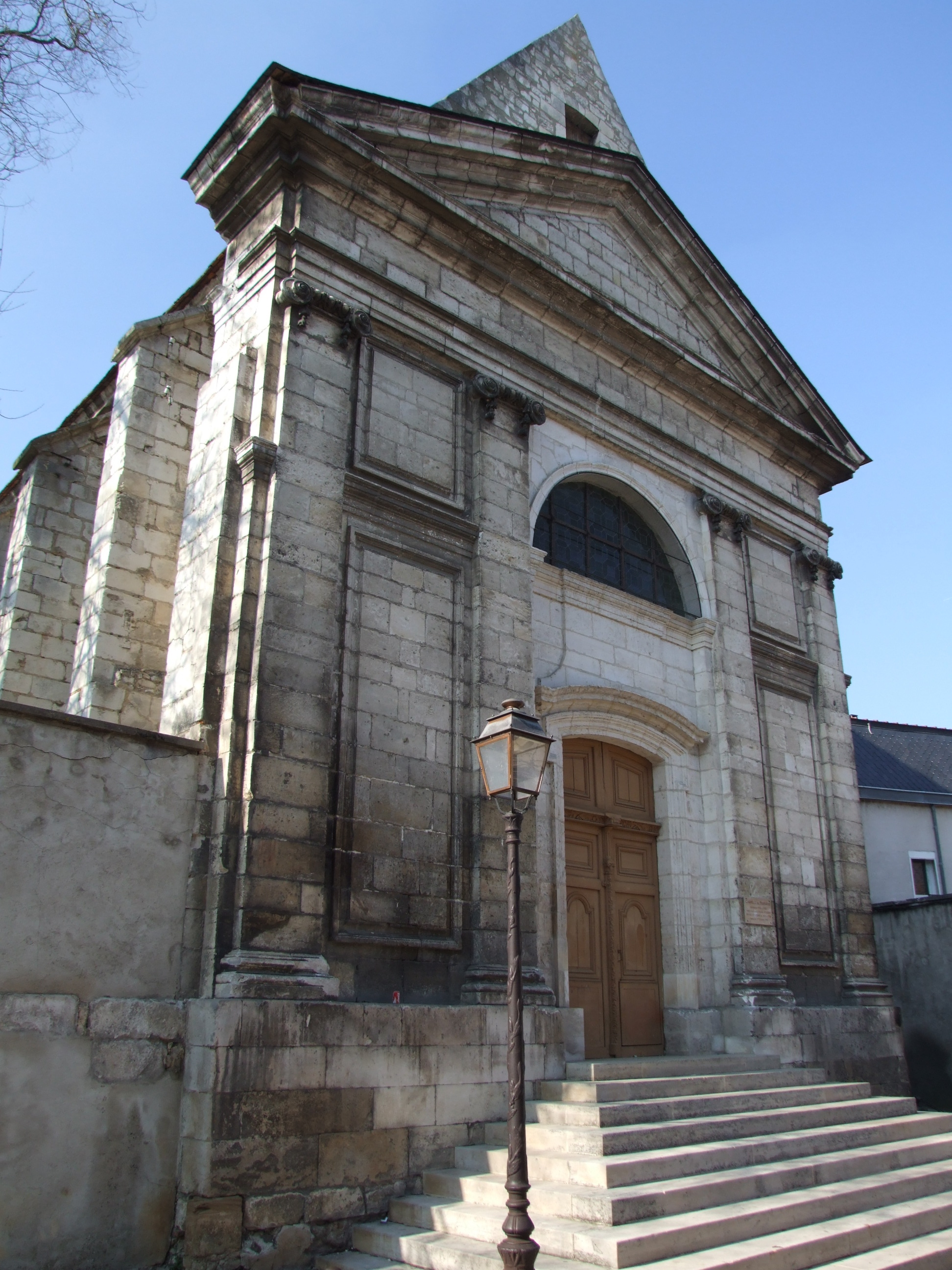
La cappella del seminario di Auxerre, edificata tra il 1706 e il 1709.

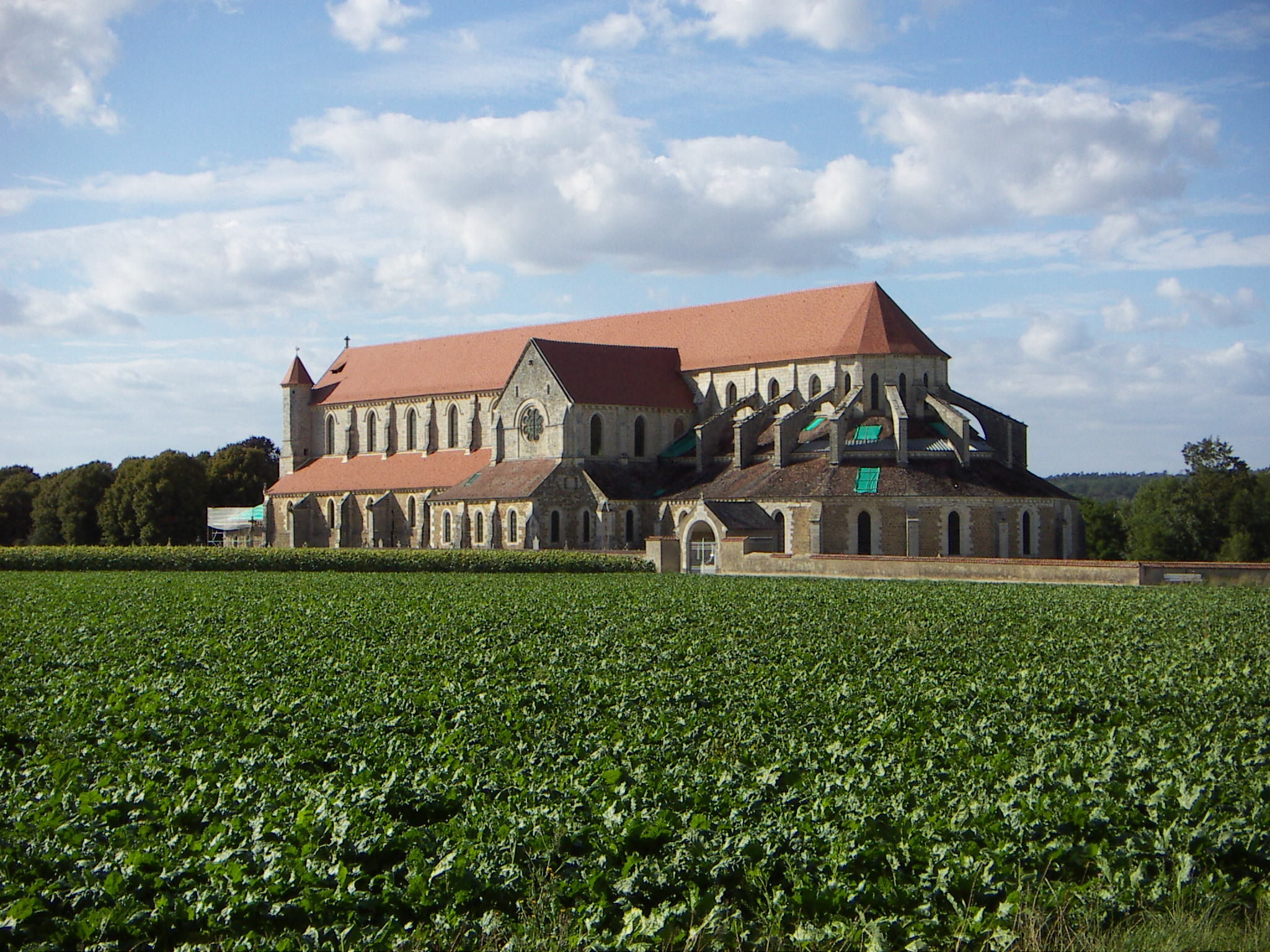
La Chiesa dell'antica abbazia di Pontigny, eretta nel XII secolo.

La diocesi di Auxerre (in latino: Dioecesis Antissiodorensis) è una sede soppressa della Chiesa cattolica.

## Territorio
La diocesi comprendeva parte della Borgogna. Confinava a nord con l'arcidiocesi di Sens, a est con la diocesi di Langres, a sud con quelle di Autun e di Nevers, e ad ovest con l'arcidiocesi di Bourges e la diocesi di Orléans.
Sede vescovile era la città di Auxerre nell'attuale dipartimento della Yonne, dove fungeva da cattedrale la chiesa di Santo Stefano.
Nel Settecento la diocesi comprendeva 217 parrocchie, raggruppate in quattro arcipresbiterati: Auxerre, Puisaye, Saint-Bris e Varzy.
Nel territorio diocesano c'erano inoltre 9 chiese collegiate, 12 abbazie (3 femminili e 9 maschili) e 30 priorati. Tra le abbazie maschili ricordiamo quella benedettina di San Germano e quelle agostiniane di San Pietro e di Sant'Amatore a Auxerre; le abbazie cistercensi di Pontigny, di Bouras e di Reigny; l'abbazia premostratense Saint-Maurien di Auxerre.

## Storia
La diocesi di Auxerre fu eretta verso la fine del III secolo. Secondo un'antica tradizione, il primo vescovo è stato san Pellegrino, che subì il martirio all'epoca dell'imperatore Diocleziano (inizio del IV secolo).
Autessiodurum era una civitas della Gallia Lugdunense quarta (o Senonia), come testimoniato dalla Notitia Galliarum dell'inizio del V secolo. Dal punto di vista religioso, come di quello civile, Auxerre dipendeva dalla provincia ecclesiastica dell'arcidiocesi di Sens, sede metropolitana provinciale.
Nell'875 i canonici Rainogala e Agaldo compilarono il primo catalogo dei vescovi di Auxerre, che fu ritenuto sostanzialmente veritiero dagli storici successivi, che sollevarono qualche perplessità sull'accuratezza della cronologia per il periodo precedente il VII secolo e notarono il grande numero di santi fra i vescovi di Auxerre. Tra questi è da segnalare san Germano, che nella prima metà del V secolo, svolse un ruolo importante non solo nella storia della Chiesa in Gallia, ma anche in quella della Britannia.
Il XII secolo è caratterizzato dalla lotta per salvaguardare l'ortodossia cattolica dalle eresie: Hugues de Noyers, vescovo di Auxerre, fu soprannominato Malleus haereticorum per la lotta contro gli albigesi, in cui fu impegnato anche il suo successore Guillaume de Seignelay.
A quest'ultimo vescovo si deve l'inizio della costruzione della cattedrale nel 1215, sul luogo di una precedente chiesa edificata a partire dal 1023.
A partire dal XVII secolo la diocesi di Auxerre divenne uno dei centri di diffusione del giansenismo, accogliendo rifugiati provenienti da altre diocesi. L'epoca giansenista della diocesi terminerà solo alla morte del vescovo Charles de Caylus nel 1754.
La diocesi fu soppressa in seguito al Concordato con la bolla Qui Christi Domini di papa Pio VII del 29 novembre 1801 ed il suo territorio fu incorporato in quello della diocesi di Troyes. Ai vescovi di Troyes fu concesso anche il titolo di vescovi di Auxerre. L'ultimo vescovo di Auxerre, Jean-Baptiste-Marie Champion de Cicé si oppose alle dimissioni, come gli imponeva la bolla papale, e morì in esilio in Germania il 16 agosto 1805.
Il concordato del mese di giugno 1817 e la successiva bolla Commissa divinitus, prevedeva il ristabilimento della diocesi di Auxerre, che doveva comprendere gli arrondissements di Auxerre, di Avallon e di Tonnerre; ma il nuovo accordo non entrò mai in vigore, perché non venne ratificato dal parlamento di Parigi. Con il breve Nostris sub plumbo del 4 settembre 1821 fu confermata la soppressione della diocesi di Auxerre ed il suo antico territorio entrò a far parte della restaurata arcidiocesi di Sens.
Il 6 giugno 1823 con il breve Antissioderensi ecclesiae papa Pio VII concesse all'arcivescovo di Sens di fregiarsi del titolo di Auxerre.
Dal 1973 la città di Auxerre è diventata sede dell'arcivescovo di Sens.

## Cronotassi dei vescovi
Auxerre possiede un Liber episcopalis, redatto sullo stile del Liber pontificalis, con brevi note biografiche e i dati cronologici con gli anni, i mesi e i giorni di episcopato per ciascun vescovo e il periodo di vacanza tra un vescovo e l'altro. Nella redazione più antica il catalogo risale al vescovo Cristiano, nella seconda metà del IX secolo. Secondo Louis Duchesne, il catalogo episcopale è autentico e sicuro, ad eccezione del raddoppiamento del nome di Valeriano nel IV secolo, mentre i dati cronologici sono veritieri e verificabili con certezza solo dall'inizio del VII secolo.
- San Pellegrino †
- San Marcellino †
- San Valeriano † (menzionato nel 346)
- Sant'Elladio I †
- Sant'Amatore † (circa 388 - 1º maggio 418 deceduto)
- San Germano † (7 luglio 418 consacrato - 31 luglio 448 deceduto)
- Sant'Elladio II †
- San Fraterno †
- San Censurio † (menzionato nel 475 circa)
- Sant'Orso †
- San Teodosio † (menzionato nel 511)
- San Gregorio †
- Sant'Optato †
- Droctoaldo †
- Sant'Eleuterio † (prima del 533 - 26 agosto dopo il 449 deceduto)
- San Romano †
- Sant'Eterio † (? - 27 luglio 561 deceduto)
- Sant'Aunario (o Aunacario) † (31 luglio 561 - 25 settembre 605 deceduto)[3]
- San Desiderio † (3 ottobre 605 - 27 ottobre 623 deceduto)
- San Palladio † (623 - 659 deceduto)
- San Vigilio † (660 - 11 marzo 685 deceduto)
- Scopilione † (685 - circa 692 deceduto)
- Tetrico † (692 - 18 marzo 707 deceduto)
- Flocoaldo † (707 - 16 marzo circa 712 deceduto)
- Savarico † (712 - circa 717 o 718 deceduto)
- Aymaro † (circa 717 o 718 - circa 731 deceduto)[4]
- Teodranno †
- Quintiliano †
- Cilliano † (740 - 4 agosto 746 deceduto)
- Clemente † (746 - 20 marzo 751 deceduto)
- Sant'Aidulfo † (751 - 13 novembre 766 deceduto)
- San Maurino † (766 - 6 agosto 794 deceduto)[5]
- Beato Aronne † (794 - 13 febbraio 807 deceduto)
- Beato Angelelmo † (807 - 7 luglio 824 deceduto)
- Sant'Eribaldo † (824 - 25 aprile 857 deceduto)
- Sant'Abbone † (857 - 3 dicembre 859 deceduto)
- Beato Cristiano † (prima del 7 giugno 860 - 22 novembre 871 deceduto)
- Guala † (20 gennaio 872 - 9 marzo 879 deceduto)
- Guibaldo † (5 aprile 879 - 12 maggio 887 deceduto)
- Erifrido † (29 agosto 887 - 15 o 23 ottobre 909 deceduto)
- San Geranio † (21 dicembre 909 - 28 luglio 914 deceduto)
- San Bettone † (12 marzo 915 - 24 febbraio 918 deceduto)
- Gauderico † (29 marzo 918 - 12 aprile 933 deceduto)
- San Guido † (20 maggio 933 - 6 gennaio 961 deceduto)
- Riccardo † (14 aprile 961 - 16 maggio 970 deceduto)
- Eriberto I † (8 gennaio 971 - 23 agosto 995 deceduto)
- Giovanni † (8 aprile 997 - 21 gennaio 999 deceduto)
- Ugo di Chalon † (5 marzo 999 - 4 novembre 1039 deceduto)
- Héribert II † (1040 - 26 gennaio 1052 deceduto)
- Geoffroy de Champaleman † (1º dicembre 1052 - 16 settembre 1076 deceduto)
- Robert de Nevers † (ottobre 1076 - 12 febbraio 1095 deceduto)
- Humbaud † (4 maggio 1095 - 20 ottobre 1114 deceduto)
- Sant'Ugo de Montaigu † (5 marzo 1116 - 11 agosto 1136 deceduto)
- Beato Hugues de Mâcon, O.Cist. † (gennaio 1137 - 12 ottobre 1151 deceduto)
- Alain, O.Cist. † (30 novembre 1152 - 14 ottobre 1167 deceduto)
- Guillaume de Toucy † (2 luglio 1167 - 27 febbraio 1182 deceduto)
- Hugues de Noyers † (12 marzo 1183 - 29 settembre 1206 deceduto)
- Guillaume de Seignelay † (aprile 1207 - 27 aprile 1220 nominato vescovo di Parigi)
- Henri de Villeneuve † (20 settembre 1220 - 18 gennaio 1234 deceduto)
- Bernard de Sully † (1234 - 6 gennaio 1245 deceduto)
- Renaud de Saligny † (1245 - gennaio 1247 deceduto)
- Guy de Mello † (9 febbraio 1247 - 19 settembre 1270 deceduto)
- Erard de Lesignes † (dicembre 1270 - 12 marzo 1278 nominato vescovo di Palestrina)
- Guillaume de Grez † (giugno 1280 - 29 gennaio 1293 deceduto)
  - Sede vacante (1293-1296)
- Pierre de Mornay † (4 febbraio 1296 - 29 maggio 1306 deceduto)
- Pierre de Belleperche † (1306 - 17 gennaio 1308 deceduto)
- Pierre de Grez † (5 gennaio 1309 - 21 settembre 1325 deceduto)
- Pierre de Mortemart (Pierre Gauvain) † (7 ottobre 1325 - 18 dicembre 1327 dimesso)
- Hélie de Talleyrand-Périgord † (4 gennaio 1328 - 25 maggio 1331 dimesso)
- Aymeric Genaud † (24 gennaio 1332 - 15 febbraio 1339 nominato arcivescovo di Rouen)
- Jean de Blangy † (15 febbraio 1339 - 1344 dimesso)
- Pierre de Villaines † (31 gennaio 1345 - 14 maggio 1347 nominato vescovo di Bayeux)
- Bernard le Brun † (14 maggio 1347 - 29 ottobre 1349 deceduto)
- Pierre de Cros † (1º dicembre 1349 - 17 dicembre 1350 dimesso, nominato cardinale presbitero dei Santi Silvestro e Martino ai Monti)
- Andouin Aubert † (20 dicembre 1350 - 30 gennaio 1353 nominato vescovo di Maguelonne)
- Jean d'Auxois † (30 gennaio 1353 - 10 gennaio 1359 deceduto)
- Ithier de Jarousse † (30 gennaio 1359 - dopo l'8 giugno 1361 deceduto)
- Jean Germain † (18 giugno 1361 - 7 settembre 1362 deceduto)
- Pierre Aymé † (10 novembre 1362 - 2 settembre 1372 deceduto)
- Nicolas d'Arcies † (17 novembre 1372 - 24 settembre 1376 deceduto)
- Guillaume d'Estouteville † (12 novembre 1376 - 11 agosto 1382 nominato vescovo di Lisieux)
- Ferric Cassinel † (17 ottobre 1382 - 29 gennaio 1390 nominato arcivescovo di Reims)
- Michel de Creney † (29 gennaio 1390 - 13 ottobre 1409 deceduto)
- Jean de Thoisy † (13 novembre 1409 - 17 settembre 1410 nominato vescovo di Tournai)
- Philippe des Essarts † (17 settembre 1410 - 14 ottobre 1426 deceduto)
- Jean de Corbie † (11 dicembre 1426 - 1432 dimesso)
- Laurent Pinon, O.P. † (31 maggio 1432 - marzo 1449 deceduto)
- Pierre de Longueil † (27 giugno 1449 - 16 febbraio 1474 deceduto)
- Enguerrand Signart † (15 marzo 1476 - 4 marzo 1478 dimesso)
- Jean Baillet † (4 maggio 1478 - 10 novembre 1513 deceduto)
- François de Dinteville I † (6 marzo 1514 - 1530 deceduto)
- François de Dinteville II † (27 aprile 1530 - 27 settembre 1556 deceduto)
  - Robert de Lénoncourt † (4 ottobre 1556 - 7 febbraio 1560 dimesso) (amministratore apostolico)
- Philippe de Lénoncourt † (7 febbraio 1560 - 16 dicembre 1562 dimesso)
  - Philibert Babou de la Bourdaisière † (16 dicembre 1562 - 25 gennaio 1570 deceduto) (amministratore apostolico)
- Jacques Amyot † (11 dicembre 1570 - 6 febbraio 1593 deceduto)
  - Sede vacante (1593-1600)
- François de Donadieu † (4 giugno 1599 - 6 ottobre 1625 nominato vescovo di Comminges)
- Gilles de Souvre † (9 febbraio 1626 - 19 settembre 1631 deceduto)
- Dominique Séguier † (7 giugno 1632 - 10 gennaio 1639 nominato vescovo di Meaux)
- Pierre de Broc † (19 dicembre 1639 - 7 luglio 1671 deceduto)
- Nicolas Colbert † (16 novembre 1671 - 5 settembre 1676 deceduto)
- André Colbert † (6 giugno 1678 - 19 luglio 1704 deceduto)
- Charles-Daniel-Gabriel de Pestel de Lévi de Thubieres de Caylus † (26 gennaio 1705 - 3 aprile 1754 deceduto)
- Jacques-Marie de Caritat de Condorcet † (16 dicembre 1754 - 16 febbraio 1761 nominato vescovo di Lisieux)
- Jean-Baptiste-Marie Champion de Cicé † (16 febbraio 1761 - 16 agosto 1805 deceduto)[6]